# Distretto rurale di Nzega
Il distretto rurale di Nzega è un distretto della Tanzania situato nella regione di Tabora. È suddiviso in 36 circoscrizioni (wards) e conta una popolazione di 574 498 abitanti (censimento 2022).

## Suddivisione amministrativa
Il distretto è diviso nelle seguenti circoscrizioni (wards), tra parentesi gli abitanti (censimento 2022):
1. Budushi (9 798)
2. Bukene (11 239)
3. Igusule (23 316)
4. Ikindwa (12 171)
5. Isagenhe (14 336)
6. Isanzu (17 073)
7. Itobo (11 656)
8. Kahamanhalanga (19 557)
9. Karitu (10 241)
10. Kasela (11 832)
11. Lusu (15 004)
12. Magengati (15 398)
13. Mambali (30 398)
14. Mbagwa (13 414)
15. Mbutu (22 127)
16. Milambo Itobo (15 333)
17. Mizibaziba (15 036)
18. Mogwa (18 256)
19. Muhugi (17 254)
20. Mwakashanhala (11 427)
21. Mwamala (22 349)
22. Mwangoye (18 115)
23. Mwantundu (13 424)
24. Mwasala (10 358)
25. Nata (20 639)
26. Ndala (25 570)
27. Nkiniziwa (13 215)
28. Puge (17 656)
29. Semembela (23 802)
30. Shigamba (6 405)
31. Sigili (13 285)
32. Tongi (20 812)
33. Uduka (5 403)
34. Ugembe (16 312)
35. Utwigu (23 104)
36. Wela (9 183)